# Forcella Rossa
La Forcella Rossa è un passo che collega due vallate tributarie dell'alta Val Brembana, in provincia di Bergamo.

## Localizzazione
La Forcella Rossa è situata a un'altezza di 2.055 m s.l.m. lungo il crinale che collega il Pizzo Rotondo al Monte Cavallo, a cavallo tra il comune di Valleve e il Comune di Mezzoldo. La zona è spesso frequentata da camosci. 

## Accessi
Il passo è situato lungo l'itinerario occidentale del Sentiero delle Orobie. La via più rapida per raggiungere il passo parte da San Simone, frazione di Valleve, dove si prende il sentiero per la Baita del Camoscio (strada carrabile). Si prosegue diritti lasciando la baita a sinistra e, 500 metri più avanti, si lascia il sentiero principale e si prende a Sinistra in direzione Forcella Rossa. Il sentiero sale a zig zag fino al passo.  In inverno il passo è spesso transitato da sci-alpinisti.